# Stamford Bridge (stade)
Pour les articles homonymes, voir Stamford Bridge.
Stamford Bridge est un stade de football situé à Walham Green dans le borough londonien de Hammersmith et Fulham, dans le quartier de Fulham. C'est le stade du club de Chelsea. Sa capacité actuelle est de 40 341 places.

## Histoire
Le nom du stade n'est pas lié à celui de la bataille de 1066 mais reprend la dénomination du pont jouxtant l'entrée principale du stade.
Cette enceinte sportive est inaugurée le 28 avril 1877, mais elle reste dédiée principalement à l'athlétisme jusqu'en 1904. Le 29 septembre 1904, l'Écossais Gus Mears achète l'enceinte et décide d'y édifier un grand stade de football de 100 000 places. Son but est d'attirer un club déjà existant, Fulham, notamment. Ce dernier refuse, et Mears créé son club, Chelsea, afin de doter son stade d'un club résident. En raison des problèmes liés au club résident, le stade est plus modeste que prévu avec « seulement » 70 000 places à son ouverture.
En 1997, le stade a subi d'importants travaux de rénovation aboutissant à une recomposition des tribunes (avec une mise sous toiture intégrale), et à une réduction de la capacité à 40 834 places.
Le premier match de football y est disputé le 4 septembre 1905 : Chelsea reçoit Liverpool pour un match amical.
Le stade est équipé d'un système d'éclairage pour les matchs  nocturne en 1957.
Le record d'affluence  82 905 spectateurs, établi le 12 octobre 1935 contre Arsenal.
Roman Abramovitch a fait part de son envie d'agrandir le stade et de le porter à 63 000 places, mais le manque de place à Londres est un problème majeur. Pour le moment, en raison du refus de visa du propriétaire de Chelsea, Roman Abramovitch, le projet d'agrandissement est au point mort.
- Liste des finales de la Coupe d'Angleterre de football: 1920, 1921 & 1922.
- Le stade a accueilli le 23 mai 2013 la finale de la Ligue des champions féminine de l'UEFA 2012-2013.

### Autres utilisations
La Greyhound Racing Association (GRA) fait organiser des courses de lévriers à Stamford Bridge le 31 juillet 1933, ce qui force le London Athletic Club à quitter le stade. Le chiffre d'affaires des courses au stade en 1946 était de près de 6 millions de livres sterling, soit bien plus que le football à l'époque.
Le 1er août 1968, la GRA ferme Stamford Bridge aux courses de lévriers, citant le fait que Stamford Bridge devait courir les mêmes jours qu'au White City Stadium. Une tentative de Chelsea de ramener les courses de lévriers à Stamford Bridge en 1976 pour alléger ses dettes échoue en raison du refus de la GRA.

## Accès
Pour y accéder, le moyen le plus simple et le plus rapide reste le métro. La station la plus proche est Fulham Broadway
(District line).
Trois lignes de bus (lignes 14,211 et 414) sont proches du stade.

## Galerie

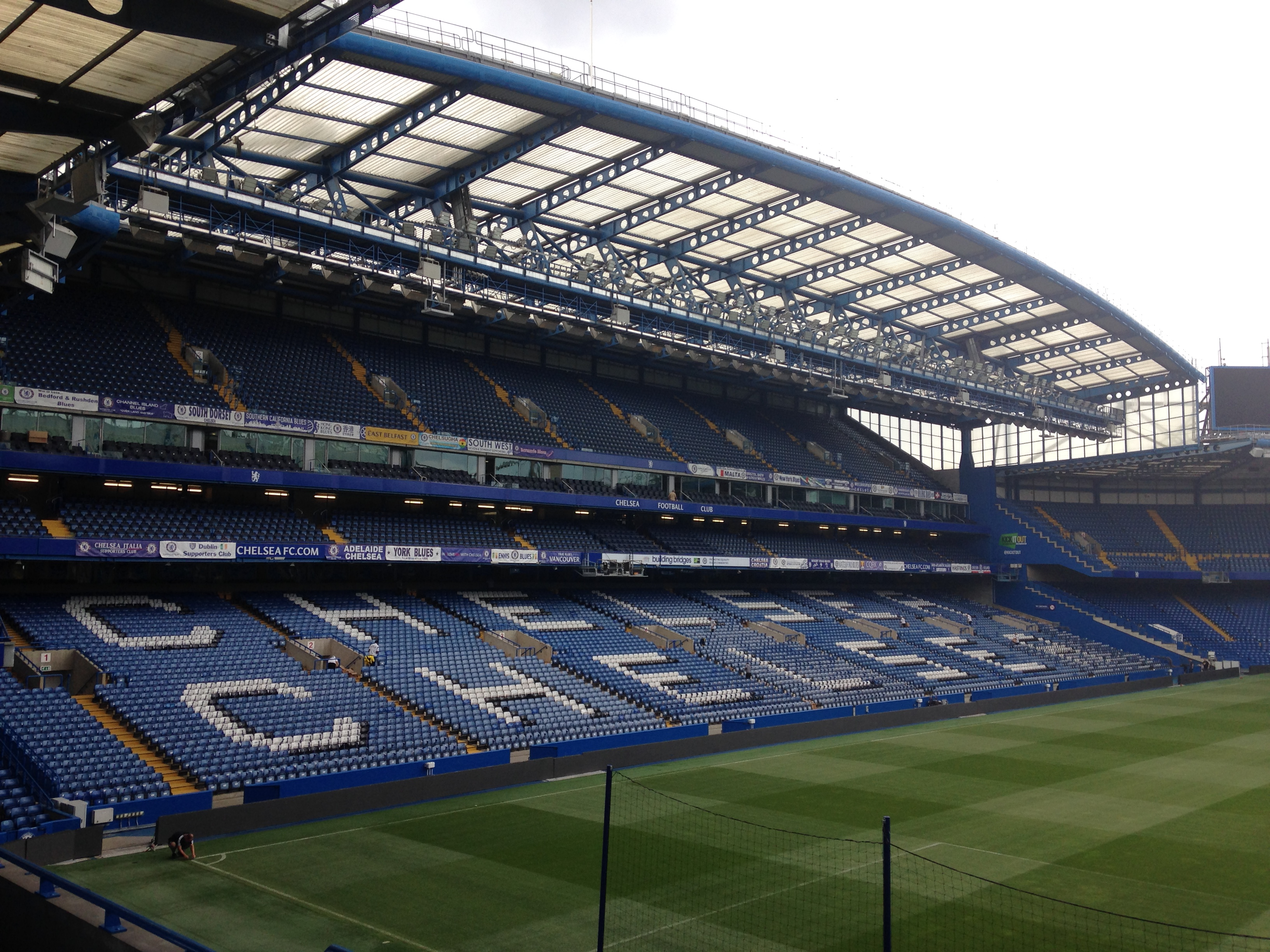
Stamford Bridge en août 2016
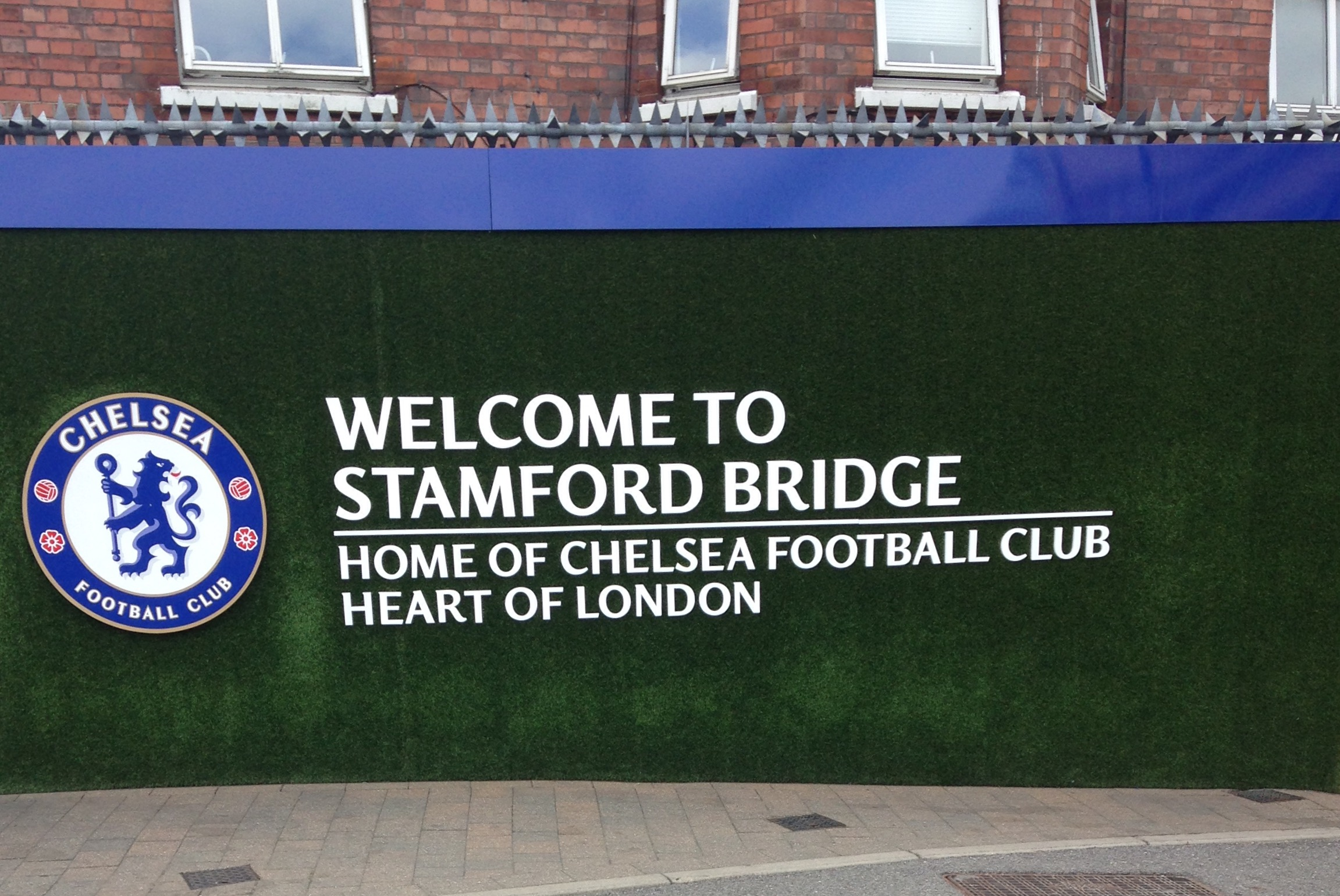
Accueil du stade
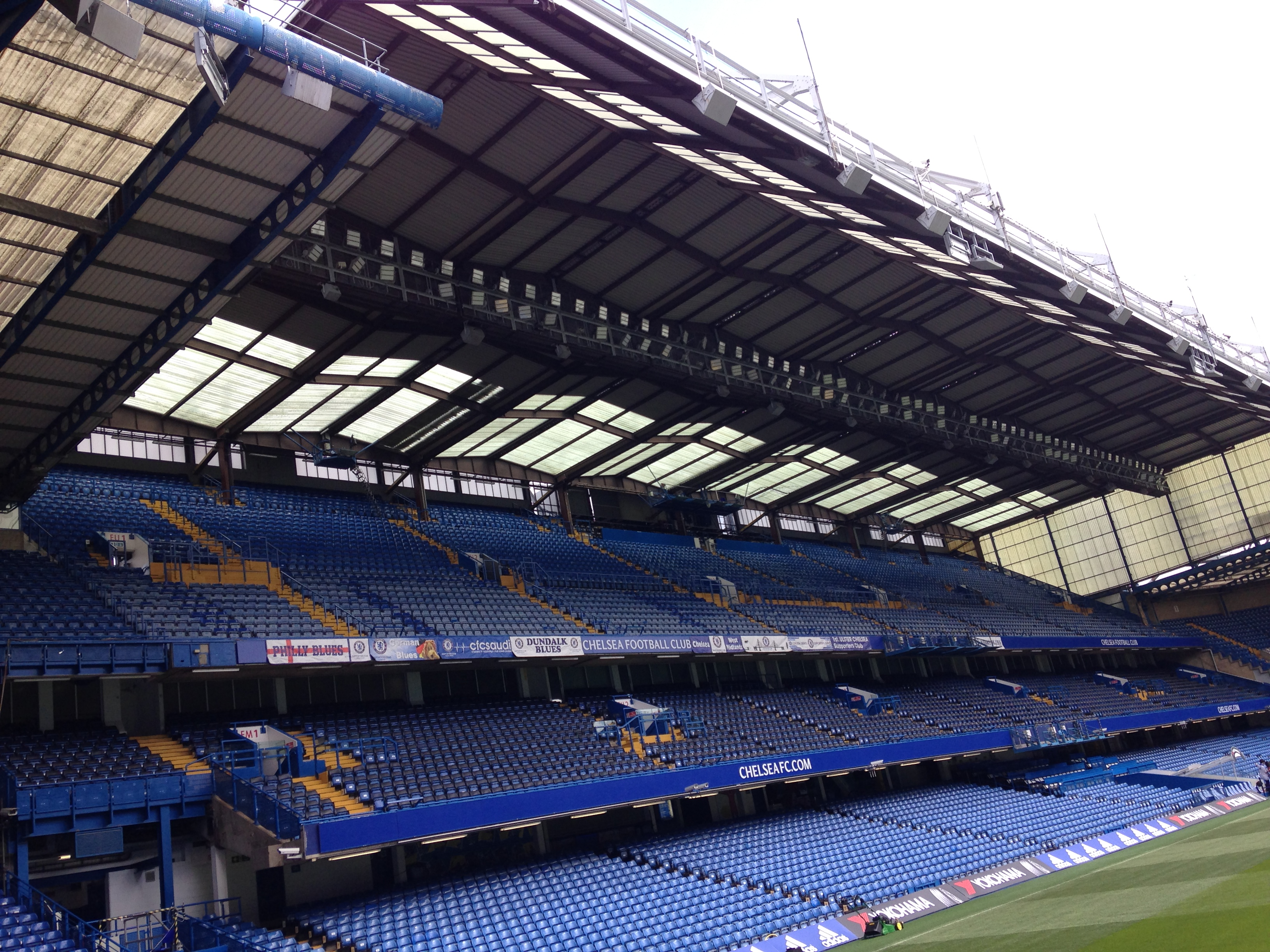
Tribune du Stade
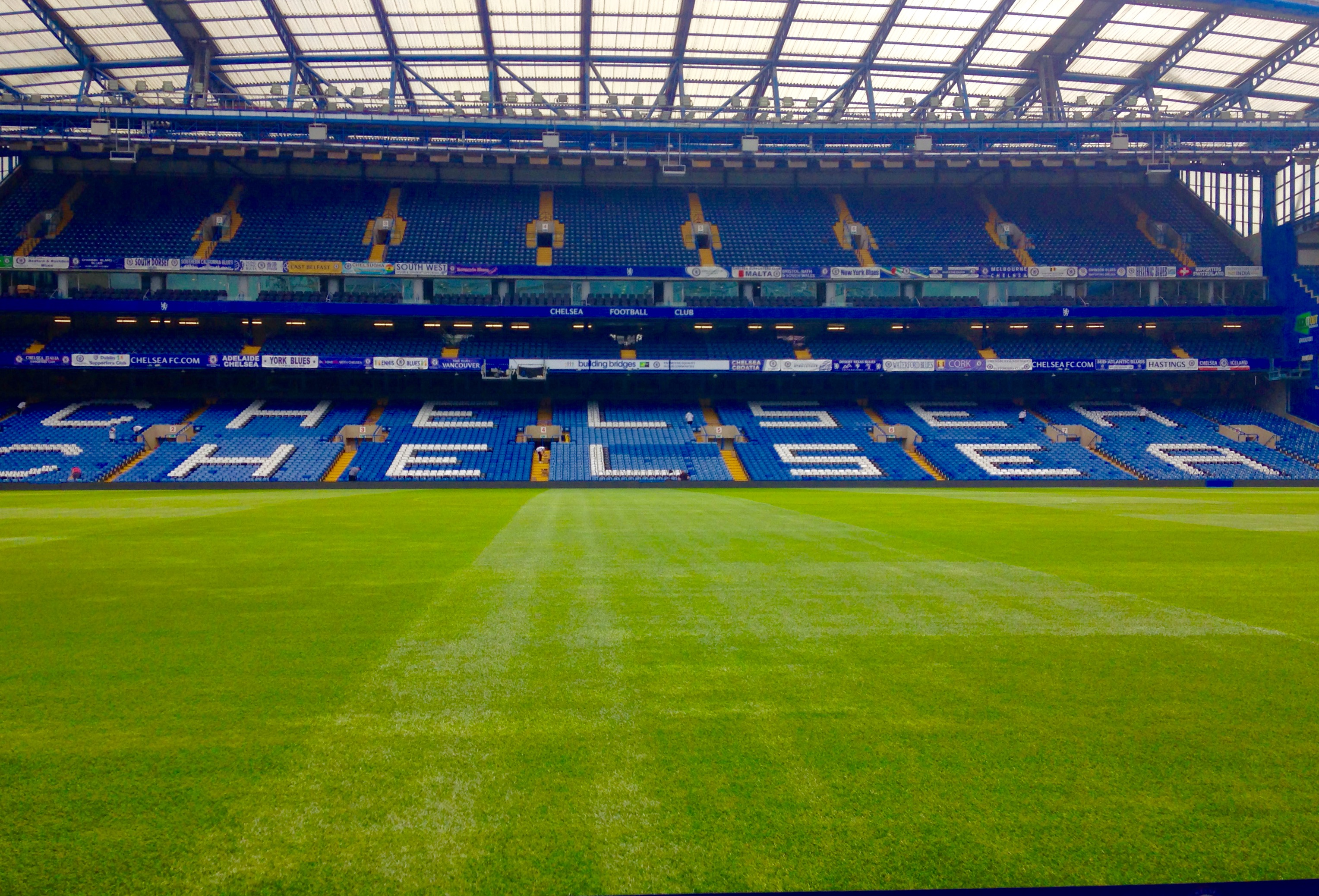
Autre vue d'une tribune
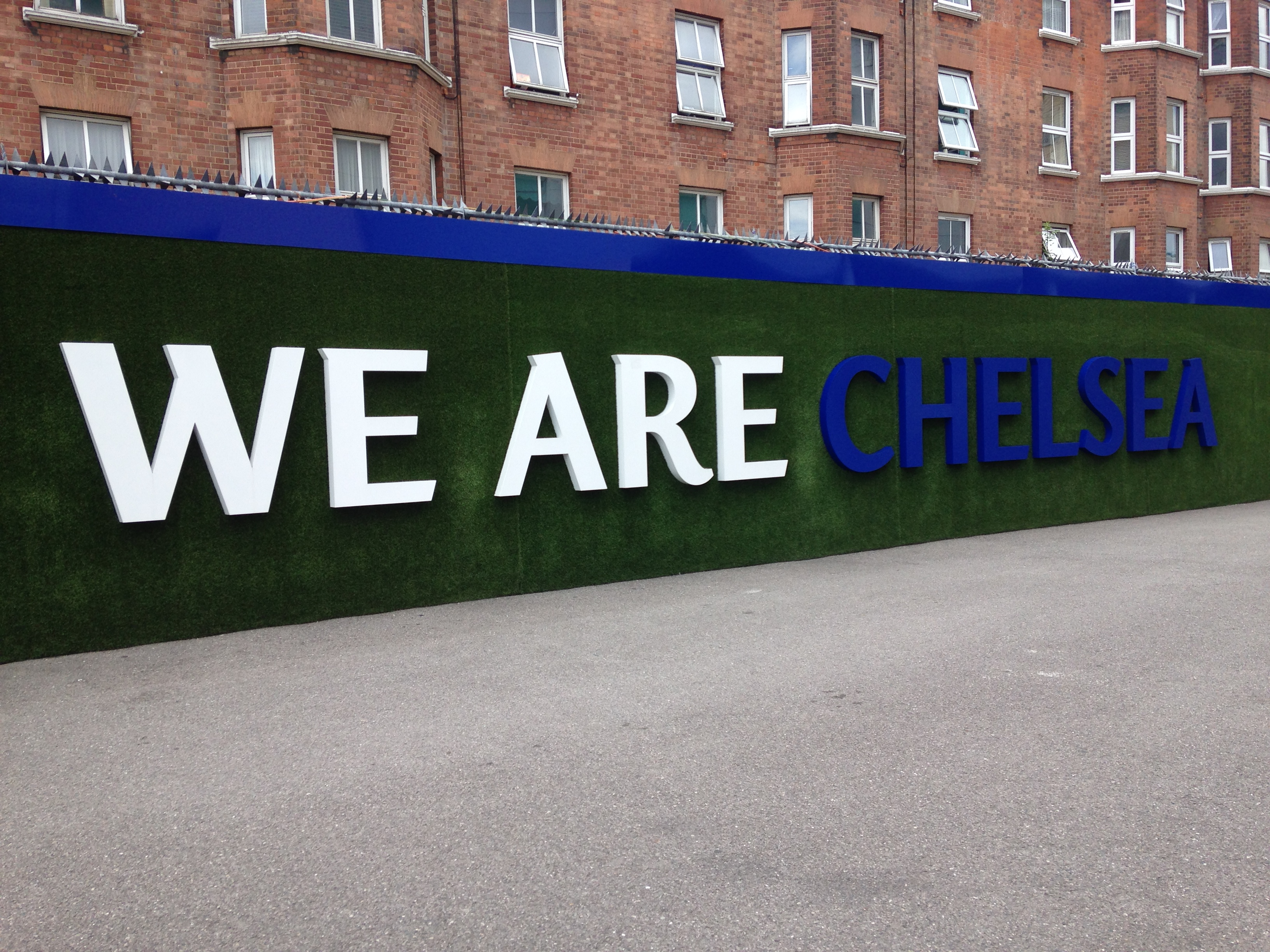
We Are Chelsea à l'entrée du stade